# Cheavon Clarke
Cheavon Clarke (Montego Bay, Jamaica, 14 de diciembre de 1990) es un deportista británico de origen jamaicano que compite por Inglaterra en boxeo.
En los Juegos Europeos de Minsk 2019 obtuvo una medalla de bronce en la categoría de 91 kg. Ganó una medalla de plata en el Campeonato Europeo de Boxeo Aficionado de 2017, en la misma categoría.
En febrero de 2022 disputó su primera pelea como profesional. En su carrera profesional tuvo en total 8 combates, con un registro de 8 victorias y 0 derrotas.

## Palmarés internacional
| Juegos Europeos    | Juegos Europeos     | Juegos Europeos   | Juegos Europeos |
| Año                | Lugar               | Medalla           | Categoría       |
| ------------------ | ------------------- | ----------------- | --------------- |
| 2019               | Minsk (Bielorrusia) | Medalla de bronce | 91 kg           |
| Campeonato Europeo |                     |                   |                 |
| Año                | Lugar               | Medalla           | Categoría       |
| 2017               | Járkov (Ucrania)    | Medalla de plata  | 91 kg           |